# Сіркеджі (станція)

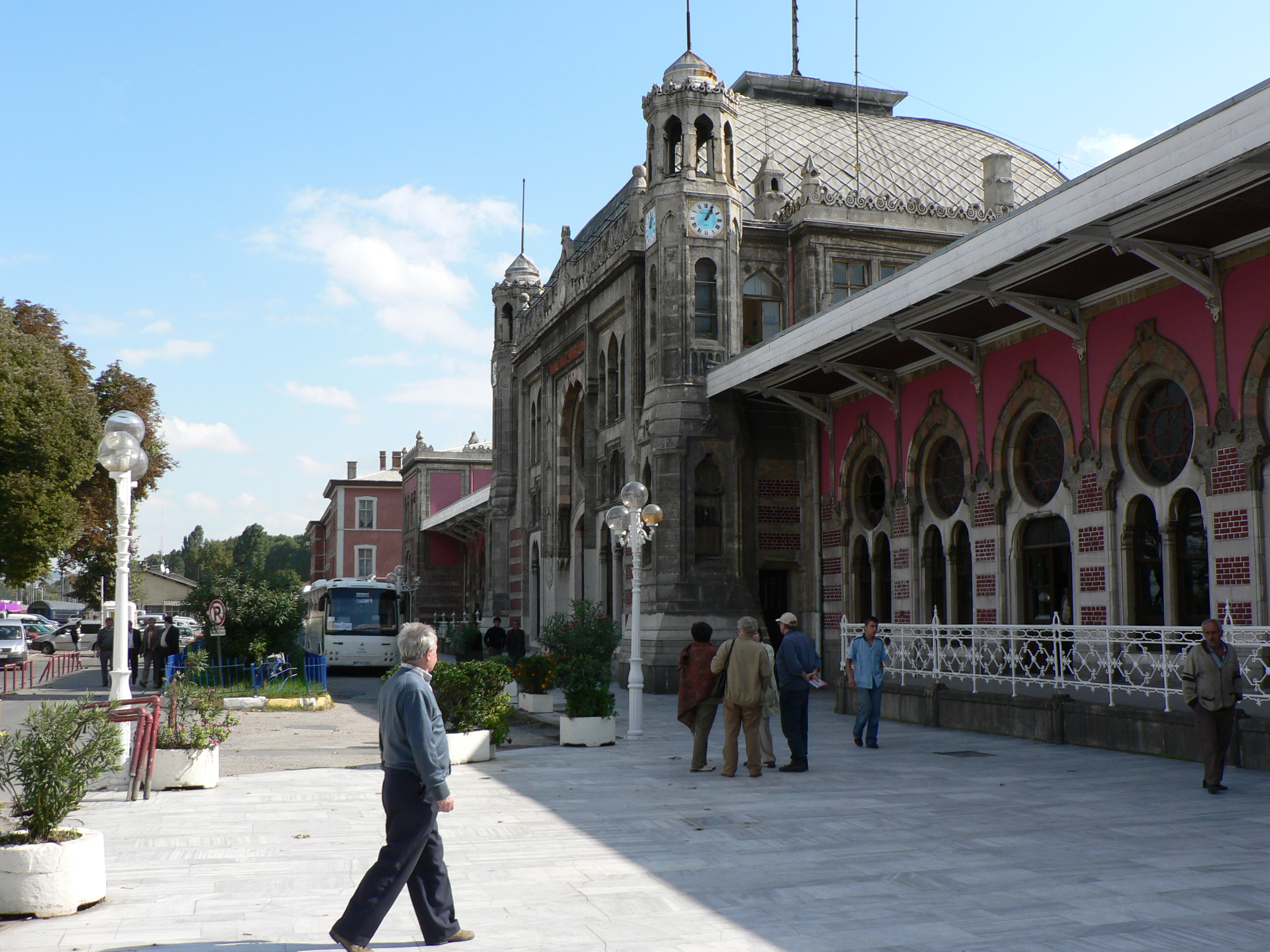
Боковий вхід у вокзал

41°00′54″ пн. ш. 28°58′35″ сх. д. / 41.014966928207° пн. ш. 28.976456571173° сх. д.
Сіркеджі (тур. Sirkeci Garı) — станція Турецьких державних залізниць (TCDD) в Сіркеджі, на фракійському боці Стамбула. Побудувано як кінцевий пункт прямування Східного експресу. На кінець 2010-х зі станції Сіркеджі здійснюються внутрішні і міжнародні перевезення у західному напрямку.

## Історія
Після Кримської війни уряд Османської імперії ухвалив рішення про будівництво залізниці, що сполучатиме Стамбул із країнами Європи. Перший контракт було підписано в січні 1857 року з членом парламенту Великої Британії Лабро, який було розірвано трьома місяцями пізніше, оскільки Лабро не зміг забезпечити необхідний інвестиційний капітал. Аналогічні другий і третій контракти, підписані з британськими та бельгійськими підприємцями в 1860 і 1868 роках, були настільки ж безрезультатними. 17 квітня 1869 було укладено договір концесії на будівництво «Залізниці Румелі» з бароном Морисом де Хиршем (Moritz Freiherr Hirsch auf Gereuth), бельгійським банкіром баварського походження. Проєкт передбачав будівництво залізничної гілки від Константинополя через Едірне, Пловдив і Сараєво до берегів Сави. Спорудження перших 15 км від Константинополя  до Халкали почалося 4 липня 1870 року, і було завершено 4 січня 1871 року. Будівництво початкового пункту лінії в Сіркеджі обумовлювалося тим, що самого початку вибраний для цієї ролі Єшилкьой знаходився занадто далеко від Еміньоню, головного ділового центру тієї епохи. Першим варіантом для цієї лінії був маршрут від Бейязиту до берега Золотого Рогу. Султан Абдул-Азіз дозволив прокласти залізницю узбережжям Мармурового моря, біля мурів нижнього саду палацу Топкапи. Будівництво цієї лінії було завершено 21 липня 1872 року. У 1873 році в Сіркеджі було  побудовано «тимчасову» кінцеву залізничну станцію.

## Будівля вокзалу

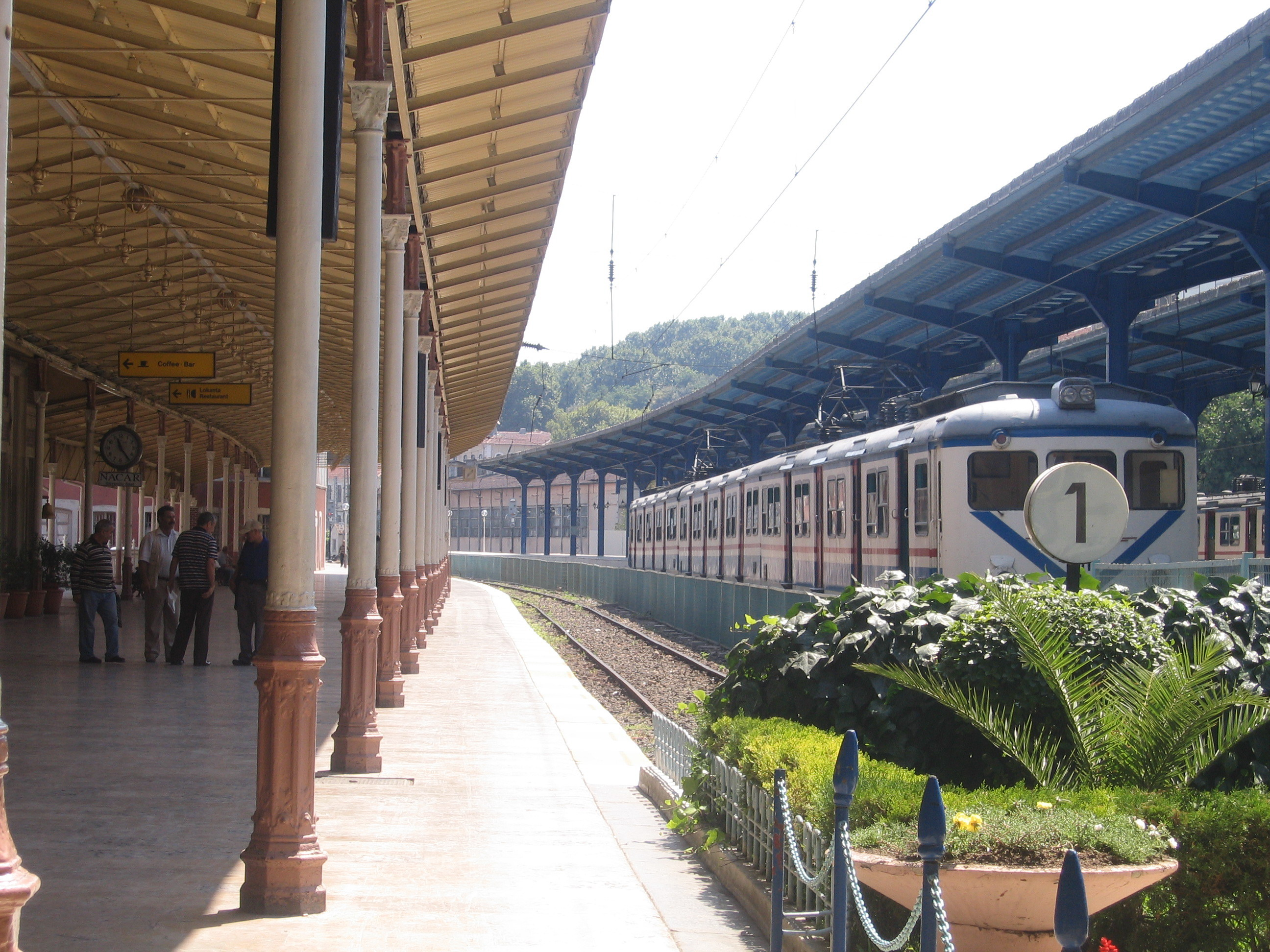
Пасажирська платформа

Будівництво нової будівлі вокзалу почалося 11 лютого 1888 року. Вокзал, який спочатку називався «Станція Мюшир Ахмет Паша», було відкрито 3 листопада 1890 року, замість тимчасової будівлі. Автором проєкту був Август Яхмунд, прусський архітектор, відряджений німецьким урядом для вивчення османської архітектури, який читав лекції в Стамбульській Політехнічній школі (нині Стамбульський Технічний Університет). Будинок вокзалу, площа якого становить 1,200 м², є одним із найвідоміших зразків європейського орієнталізму та вплинув на роботи інших архітекторів. Будинок було обладнано за останнім словом техніки того часу, з газовим освітленням та опаленням взимку, яке забезпечували великі австрійські печі.
Ресторан вокзалу став місцем зустрічей журналістів, письменників та інших діячів культури й мистецтва у 1950-1960-ті роки. Цей ресторан, який тепер називається «Східний Експрес» (Orient Express), є популярним поміж туристів.
Будинок вокзалу ніколи не перебудовувся і зберіг початковий вигляд, але територія навколо вокзалу значно змінилася з 1890 року. На станції розташовується Стамбульський залізничний музей, який було відкрито в 2005 році.

## Міжнародні лінії
Вокзал є головним залізничним вузлом, що з'єднує мережу турецьких залізниць із рештою Європи. Від вокзалу Сіркеджі йдуть дві головні лінії. Одна з них з'єднує Стамбул із грецьким містом Салоніки, на іншій — «Босфорський експрес» (Bosphorus Express) здійснює щоденні рейси між Сіркеджі і станцією Бухарест-Північний в столиці Румунії. Сполучення з Софією, Белградом, Будапештом і Кишиневом здійснюється за допомогою безпересадкових вагонів, причеплених до Босфорського експресу.

## Східний експрес
4 жовтня 1883 Східний експрес вперше вирушив зі Східного вокзалу в Парижі під музику «Alla Turca» Моцарта. Цей потяг був проєктом бельгійського бізнесмена Ґеорґа Наґельмакера. Його маршрут пролягав через Страсбург, Карлсруе, Штутгарт, Ульм, Мюнхен, Відень, Будапешт, Бухарест, Русе, Варну й закінчувався в Сіркеджі. За 80 годин шляху потяг долав відстань 3,094 км.
Східний експрес, чиїми пасажирами були королі, принци і президенти, припинив своє існування 19 травня 1977 року через труднощі з перетином кордонів країн Залізної завіси.
У 1982 році американським бізнесменом було відкрито люксовий туристичний маршрут Венеція — Симплон Східний Експрес (Venice-Simplon Orient Express), на якому використовуються відновлені вагони з 1930-х років. Потяги курсують двічі-тричі на рік із березня по листопад. Вартість квитка — £1,200.

## Мармарай
На лінії трансбосфорського тунелю "Мармарай" є станція Сіркеджі, яка була відкрита 29 жовтня 2013 року разом із чотирма іншими станціями (Казличешме, Єнікапи, Ускюдар і  Айрилик Чешмесі. Станція Сіркеджі обслуговується TCDD потягами, що курсують між Халкали (на захід) і Гебзе (на схід, на анатолійському боці), з 6-10-хвилинними інтервалами.
Пасажирообіг станції Сіркеджі у лютому 2017 року склав 681,212 осіб, що робить її четвертою за завантаженістю станцією (14% всіх пасажирських перевезень на лінії).
| Попередня          | Турецькі державні залізниці | Наступна         |
| ------------------ | --------------------------- | ---------------- |
| Єнікапи до Халкали | Мармарай                    | Ускюдар до Гебзе |

| Колія 1            | → ← Мармарай до Халкали |
| Острівна платформа |                         |
| Колія 2            | → Мармарай до Гебзе→    |

## Громадський транспорт, який вирушає із Сіркеджі
- Приміський потяг Сіркеджі — Халкали
- Кілька автобусних маршрутів
- Трамвайна лінія Еміньоню — Зейтинбурну
- Пором Сіркеджі — Кабаташ
- Морський автобус Сіркеджі — Бостанджи-Адалар
- Автомобільний пором Сіркеджі — Гарем
- Залізничний пором вокзал Сіркеджі (станція) — Гайдарпаша (станція)